# Moon Over The Castle
Moon Over The Castle（ムーンオーバーザキャッスル）は、作曲家の安藤正容が1996年にリリースしたアルバム「ANDY'S」に収録されている楽曲。グランツーリスモシリーズのテーマ曲。

## 概要
オルガンとギターを掛け合わせたスピード感のあるメロディーが特徴であり、安藤曰くスピード感とパワフルな曲をそのままイメージしたという。
GTシリーズのプロデューサーである山内一典の依頼で『グランツーリスモ』のために制作された。1996年11月発表の安藤のソロアルバム『ANDY'S』に収録されている。
そのほか、北海道コンサドーレ札幌のホームゲーム（1997年以降）の入場曲にも使用されている。
なお安藤がリーダーだったT-SQUAREにセルフカバーされており、1997年発売のアルバム「BLUE IN RED」に「Knight's Song」と改題した上で収録された。使用楽器やアレンジは異なるものの、冒頭や終盤に現れるピアノやギターの主旋律は、「Moon Over The Castle」のそれと全く同じである。

## 楽曲の変遷
| 作品                        | 編曲                    | 備考（特記がないものはOPムービーで使用） |
| --------------------------- | ----------------------- | --- |
| ANDY'S                      | テッド難波（難波正司）  | 「MOON OVER THE CASTLE」 難波氏は編曲だけでなく、キーボードも担当。 ドラムは当時メガデスに在籍していたNick Menza氏が担当。 |
| グランツーリスモ            | テッド難波（難波正司）  | 「Moon Over The Castle（The Theme Of GRAN TURISMO）」 『ANDY'S』からギターソロが変更されている。 |
| グランツーリスモ2           | 安藤まさひろ            | 「Moon Over The Castle [The Theme Of GRAN TURISMO 2]」 イントロおよびアウトロがシンセストリングスからピアノに変更されているほかは『GT』と同一。安藤氏としては録り直す考えもあったものの、山内氏が気に入らず没となったとのこと。 なお、サントラにはボーナストラックとして、当時T-SQUAREのメンバーであり、『GT2』で安藤氏による新曲の編曲を担当した松本圭司氏によるアレンジ版「Moon Over The Castle [type-R]」も収録されている。 |
| グランツーリスモ3 A-spec    | Pentagon                | 「Moon Over The Castle（A-spec mix）」 原曲を概ねなぞっているが、若干ハードロック寄りの演奏。ギターソロのメロディが『ANDY'S』収録のものに戻った。 なお、サントラにはボーナストラックとして、ORIENTA-RHYTHMによるアレンジ版「Moon Over The Castle（ORIENTA-RHYTHM"BANQUET"MIX）」も収録されている。 |
| グランツーリスモ4           | 奥慶一                  | 「Moon Over The Castle ~Orchestral Version~」 イントロがオペラ調になり、サビにコーラスが追加されているほかは『GT』と同一。余談だが、海外版『GT4』ではイントロが終了すると別の曲に切り替わる。 なお、グランツーリスモ・ワールドチャンピオンシップで優勝するとゲームの一区切りとして流れるEDムービーでは、「Moon Over The Castle (GT's Theme-Long Remix)」が流れる。                                                             |
| グランツーリスモ5プロローグ | Vince DiCola Doug Bossi | 「Moon Over The Castle GT5 Prologue Version」 スタッフロールで使用。T-SQUARE plusに参加したこともあるVince DiCola氏とDoug Bossi氏によるアレンジ。 |
| グランツーリスモ(PSP)       |                         | 「Moon Over The Castle Orchestra Version」 スタッフロール後のムービーで使用。イントロのみ。 なお、サントラにはボーナストラックとして「Moon Over The Castle 2009 Remix Version」が収録されているが、沖津徹氏によりミキシングが変更されている点を除けば『GT』と同一。 |
| グランツーリスモ5           | 河野啓三                | 「Moon Over The Castle GT5 Version」 OPムービーの後半で使用。T-SQUAREのメンバーである河野啓三氏によるアレンジ。演奏メンバーも安藤氏を初めとしたT-SQUAREのメンバーで固められている。 |
| グランツーリスモSPORT       |                         | バージョン1.46で追加されたOPムービーの前半で使用。 |
| グランツーリスモ7           | 河野啓三                | 「Moon Over The Castle GT7 version」 OPムービーの後半で使用。ナンバリングタイトルでの収録は「5」以来となる。GT5 Versionと同様に河野啓三氏によるアレンジ。演奏メンバーもGT5 Versionと同じく安藤正容(gt)・河野啓三(kb)・須藤満(b)・坂東慧(dr)となっている。 |